# Division métropolitaine du Los Angeles Police Department
La division métropolitaine du Los Angeles Police Department (en anglais : Los Angeles Police Department Metropolitan Division ou Metro), est une division d'élite au sein du Los Angeles Police Department (LAPD), aux États-Unis. La division Metro, qui comprend également l'équipe SWAT (Special Weapons And Tactics) de la police de Los Angeles, compte neuf sections de policiers spécialement formés. Elle est chargée de nombreuses tâches de lutte contre la criminalité, notamment la résolution de crimes majeurs, la surveillance, la fourniture de détails sur la lutte contre le terrorisme et la prise en charge de situations en impasse à haut risque, telles que les prises d'otages.

## Histoire
La division Metro est née d'une équipe compacte et mobile, de lutte contre le crime, formée par le chef du LAPD, James E. Davis, en 1933. Baptisée Reserve Unit, elle est créée pour travailler dans tout Los Angeles afin de réprimer spécifiquement les activités criminelles. En 1968, l'unité passe de 70 à environ 200 officiers. En 1997, à la suite du cambriolage de la banque de North Hollywood, les effectifs sont portés à environ 350 officiers assermentés et 16 membres, du personnel civil de soutien. La Reserve Unit est, à l'origine, basée dans la salle 114 du Parker Center, le siège du LAPD. Le numéro de code 114 (dit one-one-four) est toujours utilisé de nos jours pour désigner la division métropolitaine et son siège. Le quartier général de la division métropolitaine, qui partageait auparavant des locaux avec la division centrale du LAPD, dans le centre-ville de Los Angeles, a déménagé dans l'ancien poste de police de la division Rampart, du LAPD, en 2016. L'ancien bâtiment de Rampart était resté vide, depuis 2008, lorsque le personnel de la division Rampart a déménagé dans de nouveaux locaux. L'ancien poste de police a alors été rénové pour être utilisé par la division Metro.

## Missions
La principale responsabilité de la division métropolitaine (en dehors du SWAT) est de soutenir les efforts de la police de proximité du LAPD en déployant des ressources supplémentaires pour la répression de la criminalité, dans tout Los Angeles si nécessaire. Les missions du SWAT et de la division Metro dans son ensemble comprennent :
- l'antiterrorisme,
- l'assistance aux enquêteurs pour résoudre les crimes majeurs,
- la prise en charge de situations en impasse à haut risque,
- les missions de surveillances,
- les détails de sécurité,
- la notification des mandats,
- les détails sur la répression de la criminalité en uniforme et le contrôle des foules.

## Organisation
Il existe sept pelotons de terrains (les pelotons A, B, C, D, G, E et K-9) et un peloton d'opérations (le peloton M). Tous les pelotons sont supervisés par un lieutenant II. Le peloton des opérations assure les fonctions administratives et de soutien. Les pelotons A, B, C, et G sont principalement responsables de la répression des crimes. Le SWAT et le personnel du peloton D, répondent aux situations d'urgence impliquant des suspects ou des otages barricadés. Les pelotons K-9 et E (unité montée) constituent le reste de la division. La division dispose également d'un médecin, de négociateurs de crise et d'autres spécialistes en armement, en informatique et en technologie audiovisuelle.

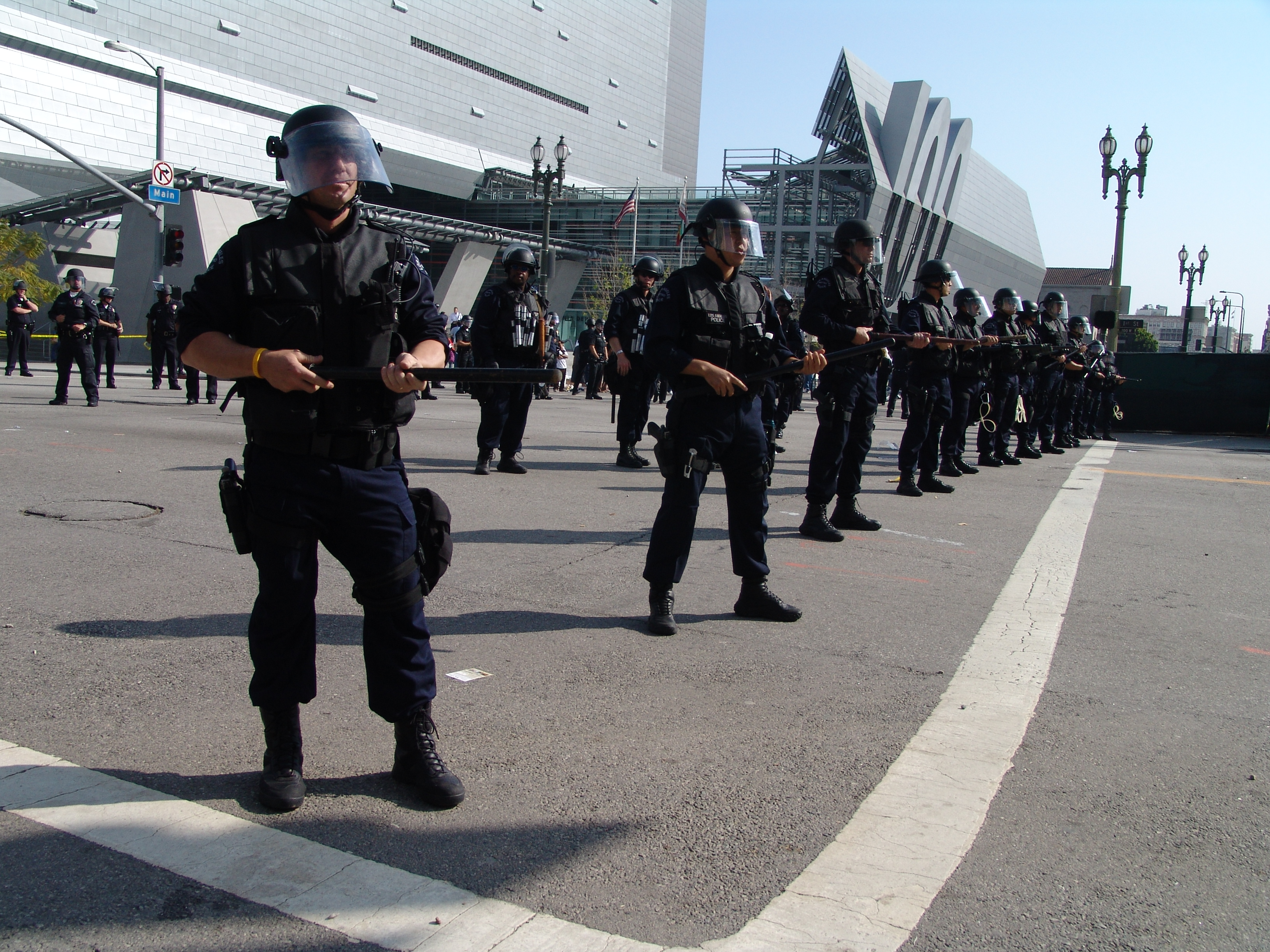
Les agents de la division métropolitaine, déployés lors d'une manifestation de protestation, en 2006.

### Peloton M (commandement, administration et soutien)
Le personnel du peloton M assure la fonction de soutien de la division. En plus des tâches administratives, ils coordonnent les nombreux programmes de formation aux armes à feu tactiques de Metro, assurent la conformité avec la formation mandatée par l'État (POST) et entretiennent l'important arsenal d'armes spécialisées de Metro. De plus, le service d'analyse et de déploiement de la criminalité utilise des informations automatisées sur les crimes répressibles dans toute la ville pour déterminer le déploiement du Metro dans les points chauds identifiés.

### Pelotons A, B, C et G (équipes d'appui tactique / pelotons de ligne)
Les pelotons B, C et G sont les principaux responsables de l'exécution des missions de répression de la criminalité. Leur fonction la plus active est de maintenir une présence sélective dans les zones de criminalité à haute fréquence et de cibler les récidivistes et les prédateurs criminels. Des efforts particuliers sont consacrés à la répression des cambriolages, des vols qualifiés, des vols de voitures et des cambriolages/vols de véhicules à moteur. Plus récemment, les efforts ont porté sur la lutte contre la criminalité violente.

### Le peloton D (SWAT)

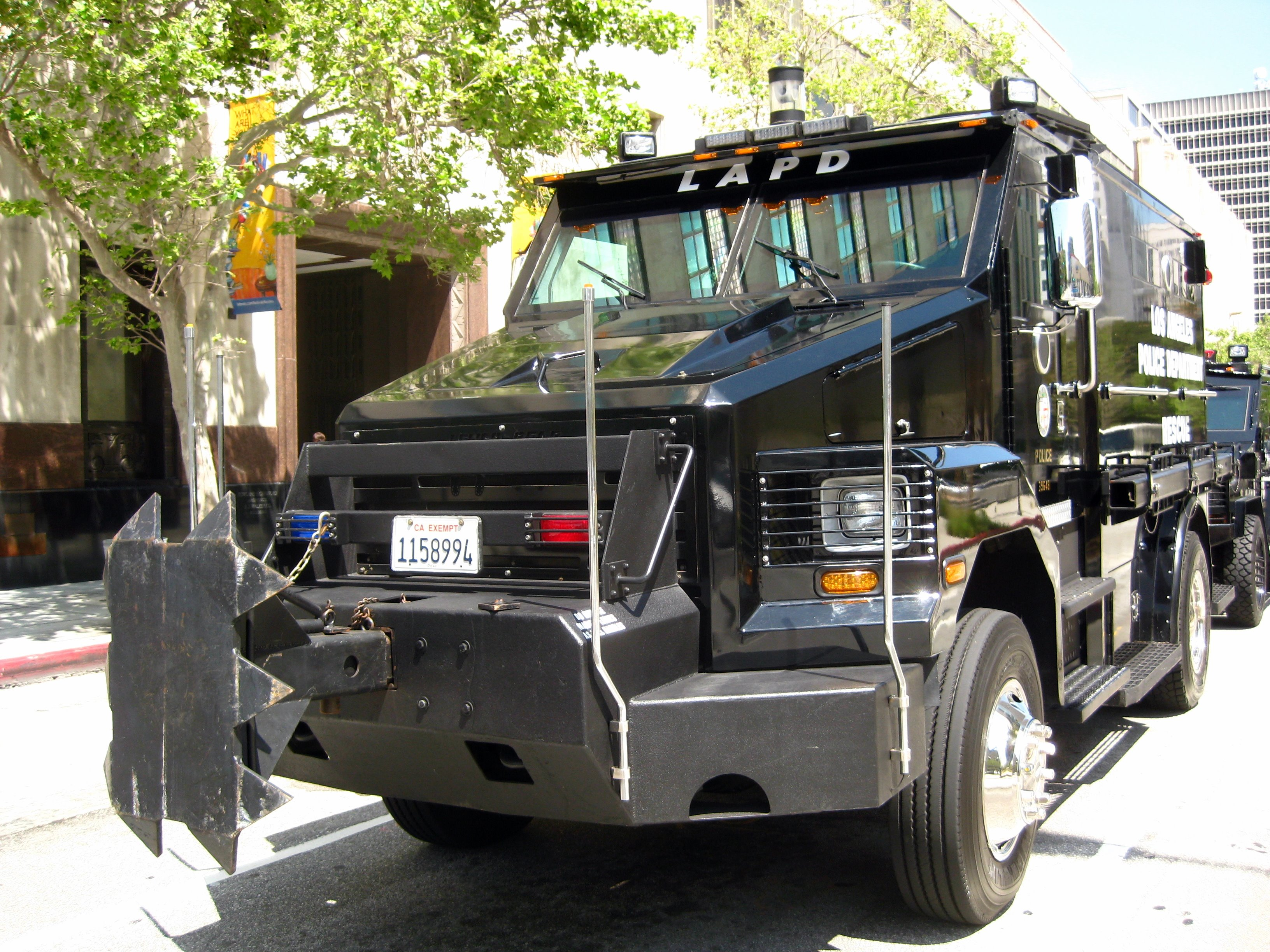
Le véhicule Rescue 1' B.E.A.R, du SWAT de Los Angeles.

Le peloton D est l'équipe du Special Weapons And Tactics (SWAT) du LAPD. Elle assure au département une couverture, 24 heures sur 24, nécessaire pour une intervention immédiate en cas de barricades de suspects, de tireurs d'élite, de négociations de crise et de prise d'otages, de situations potentiellement liées au suicide et d'autres incidents à haut risque.
Un déploiement rapide, avec surprise, un entraînement tactique approfondi et une planification minutieuse sont autant d'éléments d'une opération SWAT réussie. Le SWAT utilise actuellement le Lenco B.E.A.R. et deux véhicules blindés de sauvetage, plus petits, de type Lenco BearCat et MedCat.

### Peloton E (unité montée)
Le peloton E sert à la fois d'unité de police montée du LAPD et d'unité de réserve du Bureau des opérations spéciales. Ce peloton commence comme un programme de volontaires, d'officiers de réserve, et est officiellement intégré au ministère en 1988. Il compte 32 chevaux et se trouve dans le centre équestre Ahmanson. Les agents et leurs chevaux se déploient dans les rues de la ville ou lors d'événements spéciaux et contribuent à l'image professionnelle du service. En outre, le peloton à cheval remplit des fonctions de répression du crime et intervient en cas d'incidents de contrôle des foules.

### Peloton canin (K-9)
Le peloton canin, ou peloton K-9, déploie des maîtres-chiens hautement qualifiés et leurs partenaires canins pour effectuer des recherches et appréhender les suspects de crimes dans toute la région de Los Angeles. Le personnel du K-9 est déployé 24 heures sur 24, sept jours sur sept. Ils sont disponibles pour aider toute division de la police de Los Angeles à rechercher des suspects. Deux officiers du K-9 ont également été formés aux opérations de recherche et de sauvetage à l'aide de chiens. En 1990, le Prix Liberty est créé pour les chiens policiers tués ou gravement blessés dans l'exercice de leurs fonctions. La médaille, qui porte le nom de Liberty, en mémoire d'une femelle rottweiler, membre de la division métropolitaine K-9, tuée par balle dans l'exercice de ses fonctions, n'a été décernée qu'une seule fois dans son histoire. Le maître de Liberty, John Hall, a lui reçu la médaille de la bravoure pour le même évènement.

## Histoire du SWAT de Los Angeles
Bien qu'il ne soit pas le premier à utiliser des unités spécialement formées, le LAPD a été le premier à former une unité tactique de police et créé à l'origine la formule "Armes et tactiques spéciales". John Nelson (en) est l'officier du LAPD qui a eu l'idée de constituer une unité spécialement formée et équipée au sein du LAPD, destinée à répondre et à gérer les situations critiques impliquant des fusillades tout en minimisant les pertes de vies humaines dans la police. En 1967, le commandant de Nelson, Daryl Gates, alors inspecteur, approuve cette idée et décide de former un petit groupe d'officiers volontaires. Cette première unité du SWAT est initialement composée de quinze équipes de quatre hommes chacune, pour un effectif total de soixante personnes. Ces agents bénéficient d'un statut et d'avantages particuliers. Ils doivent suivre une formation mensuelle spéciale. Cette unité a également servi d'unité de sécurité pour les installations de la police, pendant les périodes de troubles civils.
En 1967, le personnel du SWAT est affecté à plein temps à la division métropolitaine pour répondre aux actions continues des groupes subversifs, à l'augmentation du taux de criminalité et à la difficulté constante de rassembler une équipe de réponse en temps voulu. La division métropolitaine, qui avait une réputation bien établie en tant qu'unité tactique du Département, est réorganisée en 6 unités : les pelotons A, B, C, D, E et K-9. L'unité reçoit la désignation de peloton D et adopte officiellement l'acronyme SWAT.
Le premier déploiement significatif de l'unité SWAT du LAPD a lieu le 9 décembre 1969, lors d'un affrontement de quatre heures avec des membres des Black Panthers. Les Panthers se rendent finalement, trois Panthers et trois officiers sont blessés. En 1974 le SWAT est généralement reconnu comme une ressource pour la ville et le comté de Los Angeles.
Le 14 avril 2015, le maire, Eric Garcetti, annonce, lors de son discours sur l'état de la ville (en), qu'il ajouterait plus de 200 agents à la division Metro afin de contrôler le taux de criminalité qui a considérablement augmenté l'année précédente.

## Incidents connus

### Le raid dans les bureaux des Black Panthers
Le 6 décembre 1969, deux patrouilleurs affirment avoir vu des membres des Panthers, Paul Redd, "Duck" Smith et Geronimo Pratt, en possession d'armes à feu illégales. Des demandes de mandats de perquisition, pour détention d'armes illégales, sont déposées auprès du bureau du tribunal du comté de Los Angeles, émis et signifiés deux heures avant le lever du soleil, le 9 décembre 1969. Le LAPD réagit en planifiant un raid massif sur trois sites impliquant plus de 350 officiers. Il est décidé que l'unité du SWAT, non encore testée, dirigée par Daryl Gates et le sergent Patrick McKinley, prendrait la tête du raid dans le quartier général des Black Panthers, au 41e et au centre. Les Black Panthers retiennent l'équipe du SWAT dans un combat avec armes à feu, durant quatre heures. Pendant la fusillade, le LAPD et le SWAT manœuvrent pour encercler le quartier général des Panthers alors que les deux camps échangent plus de 5 000 cartouches. Les combats font trois blessés parmi les Panthers et trois officiers du SWAT. Alors que la bataille se poursuit, les Black Panthers restants se rendent compte que le quartier général est encerclé. Dans un combat désespéré, à 11 contre des centaines, ils se rendent finalement aux officiers du SWAT. C'est le début de l'équipe du SWAT de Los Angeles.

### La confrontation avec l'Armée de libération symbionaise
Dans l'après-midi du 17 mai 1974, des éléments du groupe appelé l'Armée de libération symbionaise (ALS), un groupe d'extrême gauche lourdement armé, se barricadent dans une résidence de la 54e rue Est, à l'angle de Compton Avenue, à Los Angeles. En réponse, plus de 400 officiers du LAPD, des agents du Federal Bureau of Investigation (FBI), des policiers du Los Angeles Sheriff Department (LASD), des officiers de la California Highway Patrol (CHP) et des pompiers du Los Angeles Fire Department (LAFD) encerclent la résidence. La couverture du siège est diffusée à des millions de personnes par la télévision et la radio et fait l'objet de reportages dans la presse mondiale, pendant plusieurs jours. Des négociations sont ouvertes avec les suspects barricadés, à de nombreuses reprises, avant et après l'envoi des gaz lacrymogènes. Les unités des forces de l'ordre ne tirent pas avant que l'ALS ne leur ait tiré plusieurs salves de tirs semi-automatiques et entièrement automatiques. Malgré les 3 772 coups de feu tirés par l'ALS, aucun civil ou personnel assermenté n'est blessé.
Pendant la fusillade, un feu éclate à l'intérieur de la résidence. La cause de l'incendie est officiellement inconnue, bien que des sources policières aient spéculé qu'une balle errante avait enflammé les cocktails Molotov de l'un des suspects. D'autres suspectent que l'utilisation répétée de grenades lacrymogènes, qui fonctionnent en brûlant des produits chimiques à haute température, a déclenché l'incendie de la structure. Les six suspects ont subi de multiples blessures par balle et ont péri dans l'incendie qui a suivi.
Au moment de la fusillade de l'ALS, les équipes du SWAT se réorganisent en six équipes de dix hommes, chaque équipe étant composée de deux unités de cinq hommes, appelées éléments. Chaque élément est composé d'un chef d'élément, de deux assaillants, d'un éclaireur et d'une arrière-garde. L'armement normal est un fusil de sniper (apparemment un calibre .243 à verrou, à en juger par les munitions utilisées par les officiers lors de la fusillade), deux fusils semi-automatiques de calibre .223 et deux fusils de chasse. Les officiers du SWAT portent également leurs revolvers de service, dans des holsters d'épaule. L'équipement normal qui leur est fourni comprend aussi une trousse de premiers secours, des gants et un masque à gaz. En fait, c'était un changement que d'avoir des policiers armés de fusils semi-automatiques, à une époque où les policiers reçoivent habituellement des revolvers à six coups et des fusils de chasse. Cependant, la rencontre avec l'Armée de libération symbionaise, lourdement armée, a déclenché une tendance à fournir aux équipes du SWAT des gilets pare-balles et des armes entièrement automatiques de différents types.

### La fusillade de North Hollywood
La fusillade de North Hollywood est un affrontement armé entre deux braqueurs de banque lourdement armés et protégés par gilets pare-balles, entre Larry Eugene Phillips, Jr., Emil Matasareanu et deux officiers du SWAT et de la patrouille de North Hollywood, un quartier de Los Angeles, le 28 février 1997. Tout commence lorsque les patrouilleurs de la division de North Hollywood prennent en chasse Phillips et Matasareanu, à leur sortie d'une banque, qu'ils venaient de dévaliser. Onze officiers et sept civils sont blessés avant que les deux voleurs ne soient tués. Phillips et Matasareanu avaient déjà dévalisé plusieurs banques, avant leur tentative à North Hollywood, et étaient connus pour leur armement lourd, qui comprend des fusils automatiques. Les patrouilleurs du LAPD, comme la plupart à l'époque, étaient généralement porteurs de Beretta 92 et de fusils Remington 870, disponibles dans leurs voitures (seuls les officiers du SWAT étaient régulièrement équipés d'armes automatiques). Phillips et Matasareanu portent des fusils Kalachnikov AK-47 entièrement automatiques, avec des munitions capables de pénétrer les gilets pare-balles de la police et portent leur propre gilet pare-balles. Comme la plupart des calibres d'armes de poing ne peuvent pas pénétrer les gilets pare-balles, les patrouilleurs sont fortement désavantagés jusqu'à ce que le SWAT du LAPD arrive avec une puissance de feu et des gilets pare-balles équivalents. Ils se sont également appropriés plusieurs fusils semi-automatiques d'un marchand d'armes à feu voisin pour égaliser les chances, bien qu'au moment où cela commence à se produire, le SWAT est déjà arrivé. L'évènement suscite un débat sur la puissance de feu appropriée dont les patrouilleurs doivent disposer, dans des situations similaires, à l'avenir.

### Décès du premier officier

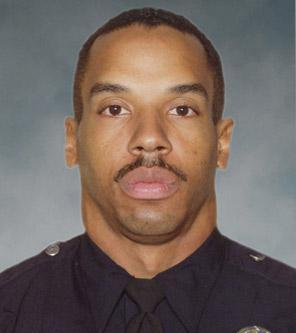
Randal David Simmons, premier agent du SWAT de Los Angeles, tué en service, le 7 février 2008.

Randal "Randy" David Simmons (22 juillet 1956 - 7 février 2008) est le premier membre de l'équipe du SWAT de la police de Los Angeles à être tué dans l'exercice de ses fonctions, en 40 ans d'histoire (bien qu'un officier soit mort dans un accident d'entraînement, en 1998). Il est tué par balle à Winnetka, un quartier de Los Angeles, lors d'un affrontement avec un suspect barricadé. Il fait partie des cinq morts, dont trois civils et le suspect, ce jour-là. Un autre officier du SWAT, James Veenstra, est également blessé lors du même évènement. Les funérailles de Simmon, auxquelles ont assisté près de 10 000 personnes, dont des membres des forces de l'ordre venus du monde entier, ont été les plus importantes de l'histoire de la police à Los Angeles et aux États-Unis. Randal Simmons, était un vétéran du LAPD depuis 27 ans et il faisait partie du SWAT, depuis plus de 20 ans.
Pour honorer sa mémoire, la division métropolitaine de Randal Simmons Explorer Post 114 (en), dépendant des Boy Scouts of America, est baptisée en son nom et consacrée après sa mort à poursuivre son travail de sensibilisation des jeunes.
L'officier Simmons a également été mentionné comme source d'inspiration pour le personnage de l'officier Jones qui a rejoint le LAPD, dans la série télévisée Southland. Dans l'épisode Underwater, il déclare « Alors, pourquoi devenir flic ? Il y avait un officier du SWAT qui est venu et a parlé à notre école. Randy Simmons. Quelque chose à propos de la façon dont le mec est venu et est resté collé à moi ».

## Représentations médiatiques du SWAT du LAPD
L'unité de police du SWAT est rapidement devenue célèbre, dans la courte série télévisée, Section 4 (SWAT), des années 1970. En 2003, l'adaptation cinématographique de la série, le film S.W.A.T. unité d'élite avec Samuel L. Jackson, Colin Farrell et LL Cool J, est réalisé par Clark Johnson. Le film est un succès au box-office.
La série de jeux informatiques Police Quest, créée par Sierra Entertainment et développée par Vivendi Universal et Irrational Games, débute comme un film interactif, faisant suite à la série Police Quest, dont le narrateur est le chef de la police de Los Angeles à la retraite Daryl Gates et se poursuit comme un jeu de stratégie en temps réel, puis comme trois jeux de tir, à la première personne, similaires à la série Tom Clancy's Rainbow Six. Tous ces jeux, sauf le plus récent, SWAT 4, ont reçu l'aval de la police de Los Angeles.
Le SWAT du Metro est à nouveau bien connu quand, en 2017, CBS créé une nouvelle série appelée S.W.A.T., avec l'ancienne star de la série Esprits criminels, Shemar Moore, qui est un spin-off du film de 2003. La série suit la vie quotidienne des agents du SWAT et le travail qu'ils doivent accomplir.
L'unité est représentée également dans la saison 5 de la série The Rookie. Au cours de la saison, le Sergent Tim Bradford intègre la division métropolitaine, surnommée "Métro" en tant qu'officier de liaison entre la division et le poste de Mid-Wilshire

## Déploiements controversés
Les rassemblements du parc MacArthur (en) sont deux rassemblements, du 1er mai qui réclament l'amnistie pour les immigrants illégaux, et qui ont lieu le 1er mai 2007 au parc MacArthur de Los Angeles.
Six cents policiers, dont des officiers de la division métropolitaine, des pelotons B et C, sont chargés du contrôle des foules. Lorsque les manifestants commencent à bloquer les rues de la ville, la foule reçoit l'ordre de se disperser ; les ordres sont donnés en anglais, à une foule de manifestants parlant pour la plupart espagnol.
Une partie importante de la foule se disperse sur ces ordres tandis que les policiers forment une ligne et avancent lentement pour dégager la zone. Les officiers avancent d'une cinquantaine de mètres à la fois, permettant à ceux qui se conforment à l'ordre de dispersion, de battre en retraite. Les officiers sont attaqués avec des bouteilles en plastique, des pierres et d'autres projectiles, et répondent avec des gaz lacrymogènes, des balles en caoutchouc et leurs matraques. Vingt-sept manifestants et neuf membres des médias sont blessés, cinq personnes sont arrêtées et au moins cinquante civils portent plainte auprès du LAPD pour mauvais traitements infligés par des officiers. Un règlement de 13 millions de dollars est versé concernant des allégations de violations des droits civils. Dix-sept officiers et deux sergents de la division métropolitaine seront finalement sanctionnés pour leurs actions.

### Source de la traduction
- (en) Cet article est partiellement ou en totalité issu de l’article de Wikipédia en anglais intitulé « LAPD Metropolitan Division » (voir la liste des auteurs).